# Calcolo (matematica)
Il calcolo è una facoltà o processo mentale cognitivo su base volontaria che trasforma uno o più dati numerici in ingresso in uno o più risultati. Si tratta dunque di una forma di elaborazione dati.

## Etimologia e significato
Il termine è usato in vari sensi: dal significato ben definito di “calcolo aritmetico” a quello molto più vago, usato in euristica, di “calcolo di una strategia” in una competizione o del calcolo della probabilità di una relazione fruttuosa tra due persone. Anche il decidere il modo migliore di costruire una relazione con una persona dell'altro sesso, può essere il risultato di un “calcolo”, ma non si tratta di un procedimento chiaramente definito e predicibile. Questa applicazione indefinita del termine, apre un'area di significato esterno al valore matematico del termine, considerato sopra.
Alcuni esempi di calcolo sono: la moltiplicazione tra i numeri 8 e 9 o la stima del prezzo corretto di uno strumento finanziario, realizzata utilizzando il modello di Black-Scholes. Anche le stime statistiche, ad esempio quelle che sintetizzano l'esito dei sondaggi di opinione politici o commerciali, sono il risultato di calcoli algoritmici, ma i loro risultati sono “intervalli di probabilità” piuttosto che valori puntuali.
Successivamente il significato del termine si è esteso fino ad indicare intere aree della Matematica. In particolare, soprattutto in passato, molti libri di analisi matematica erano intitolati Calcolo (infinitesimale) e in inglese, il termine Calculus indica i corsi di Analisi del primo biennio universitario. Altri esempi di questo uso del termine sono: calcolo differenziale (o infinitesimale), calcolo integrale, calcolo delle variazioni, calcolo combinatorio, calcolo delle probabilità, calcolo logico, calcolo vettoriale, calcolo tensoriale, eccetera.
L'origine del verbo calcolare inteso sia come “accertare attraverso” il calcolo sia per indicare l'esecuzione di conteggi e operazioni aritmetiche si è probabilmente consolidata in epoca pitagorica. Il verbo infatti deriva dal sostantivo greco καλκολος (pron. calcolos) e dal latino calculus, che significava “pietruzza”. Più specificamente indicava le pietruzze utilizzate per aiutarsi nei conti o usate come contatore in un abaco. Quest'ultimo era uno strumento usato fin dall'antichità come ausilio nei conteggi e nell'esecuzione delle operazioni aritmetiche. A questo utilizzo strumentale possono essere riferite voci quali calcolo meccanico, calcolatori, eccetera.
Da segnalare che parallelamente, il termine calcolo ha acquisito un significato medico che indica le aggregazioni calcaree che si formano nell'organismo.

## Storia

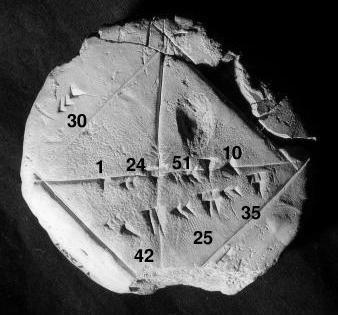
Tavoletta di argilla Babilonese YBC 7289 con annotazioni. La diagonale mostra una approssimazione della radice quadrata di 2 in quattro cifre sessagesimali, che sono circa sei cifre decimali.
1 + 24/60 + 51/60^{2} + 10/60^{3} = 1,41421296...

Grazie ad alcuni ritrovamenti si può ipotizzare che l'uomo abbia iniziato a contare circa 30.000 anni fa, tra il Paleolitico e il Neolitico. L'uomo viveva in gruppo e di conseguenza aveva la necessità di ripartire il cibo o contare dei capi di bestiame che non sono altro che calcoli effettuati rispettivamente con l'ausilio della divisione e dell'addizione. Non a caso la parola "contare" deriva dal latino computare cioè calcolare per l'appunto. Anche un bambino impara presto a contare e lo fa verso i tre anni, ancora prima di saper scrivere e parlare. Questa capacità innata nel bambino, analogamente, la troviamo nell'uomo primitivo che ha inventato i numeri ancor prima della scrittura. La testimonianza più antica risale al 35.000 a.C., sulle montagne dello Swaziland dove è stato ritrovato un perone di babbuino, l'osso di Lebombo. Probabilmente veniva usato come arma, ma presenta 29 tacche che si suppone rappresentino le prede uccise da un cacciatore.
I primi a fare i calcoli come li conosciamo oggi sono stati i babilonesi, a partire dal 2000 a.C. Questi utilizzavano un sistema di numerazione sessagesimale (base 60) e furono i primi ad introdurre la notazione posizionale. I babilonesi riuscivano a fare molti dei calcoli che facciamo oggi col sistema decimale. Sapevano calcolare l'addizione, la sottrazione, la moltiplicazione, la divisione, la potenza di un numero, l'area del cerchio, ecc. Inoltre svilupparono un avanzato sistema aritmetico con il quale furono in grado di fare calcoli in modo algoritmico. I babilonesi svilupparono delle formule per risolvere problemi tipici di oggi, utilizzando le equazioni lineari, le equazioni di secondo grado, ed equazioni lineari indeterminate.
Possiamo anche affermare che l'evoluzione dell'uomo è strettamente connessa alle sue capacità e velocità di calcolo, infatti i popoli antichi più evoluti in tecnologia erano quelli che conoscevano bene la matematica e la geometria.

## Metodi di calcolo

### Calcolo manuale
Il primo metodo di calcolo è quello manuale (con carta e penna) appreso durante la carriera scolastica. Se pur banale, per effettuare un calcolo manuale più o meno complesso c'è la necessità di conoscere: i numeri arabi, le operazioni aritmetiche e relative proprietà, la tavola pitagorica (a memoria) e vari algoritmi e teoremi.

#### Calcolo numerico
Avvalendosi di operazioni aritmetiche e relative proprietà, teoremi ed algoritmi è possibile eseguire un semplice calcolo, come può essere un'addizione, fino a risolvere un'espressione matematica. Il calcolo in quest'ultimo caso può richiedere molto tempo, soprattutto quando si devono risolvere delle radici quadrate. Spesso per agevolare il lavoro si utilizzavano apposite tavole numeriche.

#### Calcolo simbolico
Nel caso in cui sostituiamo i numeri con dei simboli o delle lettere parliamo di calcolo simbolico (o algebra). Tale calcolo si è reso necessario per generalizzare alcune espressioni creando così delle formule matematiche da applicare nel campo della Geometria, della Fisica, ecc. Il calcolo simbolico permette di calcolare un semplice quadrato di un binomio fino ad arrivare alla risoluzione di equazioni differenziali.

### Calcolo automatico
Dalla fine del XVI secolo, in Europa, si iniziarono a produrre strumenti in grado di eseguire calcoli più complessi sfruttando proprietà geometriche o "analogie" con fenomeni fisici. Tra i primo esempi ricordiamo il compasso geometrico militare di Galileo, seguito dal regolo calcolatore di Edmund Gunter. Lo sviluppo di questi strumenti continuò nei secoli seguenti con lo sviluppo di strumenti come i planimetri, la macchina delle maree di Lord Kelvin fino ad arrivare all'analizzatore differenziale di H. W. Nieman e Vannevar Bush nel 1927. Verranno poi costruiti dei computer analogici elettronici capaci di risolvere problemi molto complessi ma spesso molto costosi ed ingombranti.
Tutti gli strumenti di questo tipo compensano con una velocità di calcolo quasi istantanea la quasi impossibilità di fornire una stima dell'errore di approssimazione e la necessità di costruire strumenti ad hoc per ogni specifico problema.

#### Calcolo meccanico
Il calcolo meccanico viene eseguito con l'ausilio di strumenti meccanici. Nel corso della storia l'uomo a seconda delle esigenze ha utilizzato e inventato strumenti per facilitare i calcoli. Almeno dal 2000 a.C. in Cina veniva usato l'abaco come aiuto per effettuare operazioni matematiche.
| Un'analogia con un sistema meccanico la possiamo vedere con l'integratore a disco-ruota di Kelvin. Questo è composto da un disco rotante e una piccola ruota, la quale a contatto con il disco gira sopra di esso. La velocità angolare della piccola ruota dipende dalla velocità angolare del disco e dalla distanza 'p', che rappresenta la distanza tra il centro del disco e il punto in cui il disco tocca la ruota. Se la distanza 'p' viene modificata in funzione del tempo, p = p (t), allora l'angolo della ruota in un determinato istante rappresenta l'integrale di p (t). L'angolo del volante può essere trasferito ulteriormente in un cilindro sul quale possiamo facilmente leggere i risultati. Per far funzionare questo integratore bisognava far scorrere manualmente la ruota sopra il disco, ad una velocità specifica che corrisponde, alla funzione 'p'. |

| Un'analogia con un sistema elettrico la troviamo con l'integratore a resistenza-capacità, un circuito a elementi passivi (detto anche filtro passa basso). L'illustrazione a sinistra mostra il circuito elettrico che agisce come un integratore. Applicando un ingresso Vi(t), se la resistenza R mostrato nel diagramma schematico è molto grande rispetto alla reattanza capacitiva XC del condensatore C, la corrente sarà quasi in fase con la tensione di ingresso Vi(t), ma la tensione di uscita Vu(t) ritarderà la fase della tensione di ingresso di circa 90°. Quindi la tensione di uscita Vu(t) sarà l'integrale della tensione di ingresso Vi(t), così come il prodotto della corrente e la reattanza capacitiva, XC. |

#### Calcolo elettronico
Parallelamente vennero sviluppati strumenti che, come l'abaco, forniscono un risultato a cifra esatta per le operazioni aritmetiche elementari. Partendo dall'orologio calcolatore di Wilhelm Schickard del 1623, vennero costruite delle calcolatrici meccaniche sempre più complesse, affidabili e ricche di funzioni. Fino alla prima metà del secolo scorso si trattava di strumenti puramente meccanici. Gradualmente, con gli esperimenti di Konrad Zuse, vennero introdotte le prime macchine digitali che sfruttavano le proprietà delle correnti elettriche tramite dei relè, non solo come forza motrice. Infine, a partire dagli anni quaranta, cominciarono ad apparire i precursori degli attuali computer.